# Leightoniomyces phillipsii
Leightoniomyces phillipsii är en svampart som först beskrevs av Berk. & Leight., och fick sitt nu gällande namn av D. Hawksw. & B. Sutton 1977. Leightoniomyces phillipsii ingår i släktet Leightoniomyces, divisionen sporsäcksvampar och riket svampar.   Inga underarter finns listade i Catalogue of Life.